# Plateau van Doenrade

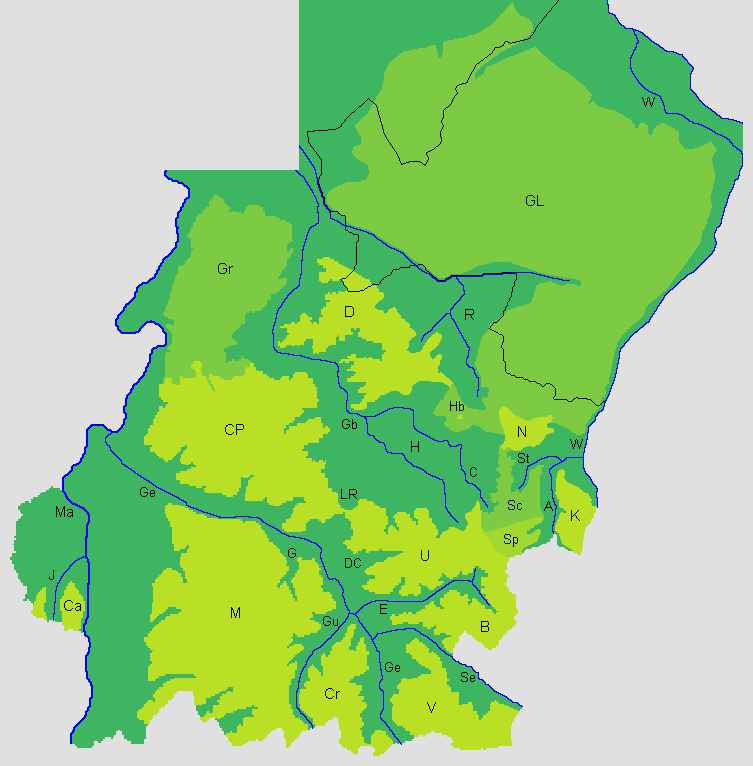
D. Plateau van Doenrade

Het Plateau van Doenrade of Plateau Noord is een plateau in het Heuvelland in Nederlands Zuid-Limburg dat ontstaan is door de erosie door omliggende rivieren en beken. Het gebied is een golvende laagvlakte. Ze strekt zich uit van Sweikhuizen in het zuidwesten, Windraak en Kollenberg (Sittard) in het noordwesten, het Duitse Hillensberg in het noorden, Merkelbeek in het oosten en Terschuren en het noordelijk deel van Hoensbroek in het zuiden. Het plateau is vernoemd naar het dorp Doenrade dat enigszins in het midden van het plateau ligt. Het plateau ligt ongeveer op 100 meter boven NAP (top ligt op 112 m).
Het plateau wordt aan de westzijde en zuidzijde begrensd door het dal van de Geleenbeek en de Caumerbeek in het Bekken van Heerlen. In het westen snijdt tevens Steengrub in het plateau in en in het zuidwesten het Kakkertdal. In het oosten wordt het plateau begrensd door het Bekken van de Roode Beek met daarin de Merkelbekerbeek en in het noorden begrensd door de Roode Beek. Aan de andere kant van het Geleenbeekdal in het zuidwesten ligt het Centraal Plateau. Verder naar het zuidoosten ligt het Plateau van Nieuwenhagen. Verder naar het westen ligt het Plateau van Graetheide. Naar het noordoosten ligt aan de overzijde van het Bekken van de Roode Beek de Geilenkirchener Lehmplatte.
Op de hellingen aan de west- en zuidzijde van het plateau liggen hellingbossen, waaronder het Danikerbos, Stammenderbos en het bos op de Krekelberg.
Op het plateau liggen de dorpen Sweikhuizen, Puth, Windraak, Doenrade, Hillensberg (D), Klein-Doenrade, Merkelbeek, Schinnen, noordrand van Hoensbroek en Vaesrade. Op de noordwestelijke flank ligt de Sittardse villawijk Kollenberg.
Onderdeel van het plateau is de Schlouner Berg.

## Geologie
Het gebied van het plateau wordt door meerdere breuken doorkruist, waaronder de Feldbissbreuk, de Geleenbreuk en de Heerlerheidebreuk.